# G.I. Joe (historieta de 2019)
G.I. Joe es una serie de cómics estadounidense publicada por IDW Publishing, escrita por Paul Allor y dibujada por los dibujantes Chris Evenhuis, Niko Walter, Ryan Kelly y Emma Vieceli, junto con la colorista Brittany Peer. Basado en el franquicia G.I. Joe de Hasbro, esta serie es un reinicio de la serie de cómics anterior que solía tener lugar en el universo de cómics de Hasbro.
Cuando los Estados Unidos están gobernados por el mando de COBRA, una organización secreta llamada G.I. Joe debe defenderse reclutando ciudadanos, pero la propaganda creada por COBRA hace que los Joes parezcan delincuentes públicos.
La serie comenzó el 18 de septiembre de 2019 y concluyó el 17 de febrero de 2021.

## Historia de publicación

### Antecedentes
En mayo de 2008, IDW Publishing obtuvo la licencia de cómic de G.I. Joe de Devil's Due Publishing. Después de haber adquirido la licencia de cómics de varias otras propiedades de Hasbro a lo largo de los años, como Transformers, Action Man, Rom, M.A.S.K., Micronauts y Visionaries, IDW anunció la campaña "Hasbro Reconstruction" en enero de 2016; un lanzamiento destinado a hacer converger estas franquicias en una misma continuidad. En abril de 2018, se anunció que esta continuidad compartida terminaría con Transformers: Unicron en noviembre.
Mientras tanto, la saga G.I. Joe: A Real American Hero de Larry Hama continúa hasta finales de 2022.

### Desarrollo
La nueva serie de G.I. Joe se anunció en junio de 2019, con el escritor Paul Allor y el artista Chris Evenhuis como equipo creativo. Allor dijo que la historia está "inspirada tanto en la guerra moderna, donde los actores no estatales luchan contra militares enormemente dominados hasta un punto muerto perpetuo, y en la Segunda Guerra Mundial, donde el SOE de Gran Bretaña reclutó a civiles detrás de las líneas enemigas. A los fanáticos de G.I. Joe de la vieja escuela les encantará y encontrará que es fiel a todo lo que representa G.I. Joe, y la gente nueva se sentirá atraída por una historia de esperanza y humanidad profundamente impulsada por los personajes, y sobre el poder de la resiliencia en un mundo cada vez más desmoronado".
El capítulo #7 contó con la participación especial de Patricia Watson (PhD, Departamento de Asuntos de Veteranos de EE. UU.) y Duane K.L. Francia (U.S. Army SFC, LPC) como consultores. En septiembre, el número se publicó gratis en línea durante el Mes Nacional de Concientización sobre la Prevención del Suicidio para coincidir con el Desafío del Gobernador para Prevenir el Suicidio entre los Miembros del Servicio, los Veteranos y sus Familias, que fue patrocinado por la Administración de Servicios de Salud Mental y Abuso de Sustancias.
Después de diez números, la serie concluyó con el one-shot titulado G.I. Joe: Castle Fall programado para el 17 de febrero de 2021.

## Argumento
Estados Unidos está en guerra con COBRA, una organización terrorista que lanzó un golpe de Estado contra el país. Para combatir esta amenaza, un grupo clandestino conocido como G.I. Joe fue establecido. Mientras tanto, Rithy "Tiger" Khay es un contrabandista que trata de apoyar su negocio de entrega legítimo. Está desesperado por que su vida cambie después de que sus padres camboyanos fueran masacrados en Indianápolis y su novio desapareciera. Un día, Tiger es testigo del asesinato de Duke a manos del Mayor Bludd. Tiger encuentra la unidad flash USB de Duke dentro de un contenedor de basura, pero Scarlett la recupera e insiste en que Tiger la deje ir. Tiger se niega a creer eso y arroja un cóctel molotov en un edificio de COBRA, sin saber que casi sabotea un G.I. Joe, lo que lo llevó a ser llevado a la fuerza al cuartel general secreto de los Joes. A pesar de la mayor parte de la oposición de los Joes, Scarlett le ofrece a Tiger un lugar en su equipo. El General Hawk luego anunció que se vieron obligados a rendirse contra COBRA.
Tiger intenta adaptarse como parte de G.I. Joe, pero Scarlett está impulsada por el dolor por la muerte de Duke, lo que hace que se vuelva más agresiva con Tiger durante las sesiones de entrenamiento. El cadáver de Duke es analizado por el Doctor Mindbender, quien critica al Mayor Bludd por dispararle en la cabeza. Como último recurso, Hawk decide hacer un trato en secreto con Destro para ganar la guerra.
En Millville, Misuri, Roadbloack lidera una misión para transportar explosivos contra uno de los cuarteles generales de Cobra. Después de una alternancia con Lightfoot, el equipo logra volar el puente principal para evitar que COBRA trafique más armas, pero también alerta a Baroness para que informe al Comandante de COBRA sobre la situación.
Major Bludd recuerda sus acciones cuando comenzó a trabajar para COBRA Technologies, cuando mató a un ex empleado que filtró información a Destro. También recordó el momento en que sospechó que Tiger se uniría a G.I. José. Después de investigar un poco, Bludd descubrió a través de Mindbender que COBRA estaba trabajando en secreto para la compañía de Destro, M.A.R.S. Industrias, con el fin de desarrollar soluciones para resolver los problemas sociales del mundo. Bludd se va después de que Mindbender le da varias notas sobre Tiger.
Después de llegar al territorio ocupado de Dreadnokistan, Jinx y Stalker se vinculan con algunos Dreadnocks, una pandilla liderada por Zartan. Todos acuerdan evacuar el área en helicópteros, pero un B.A.T. Android llega para intervenir, provocando que los helicópteros se estrellen. Como muchos miembros de la comunidad de Dreadnokistan murieron en el proceso, Zartan rechaza la ayuda de los Joe y envía a su pandilla a otro lugar.
Para su próxima misión, Operation Violet, G.I. Joe envía al equipo de campo a un tren a Free Canada para pasar de contrabando un activo que contiene inteligencia sobre varios G.I. Agentes Joe. Durante el viaje en tren, Fadeaway conoce a Tracee, una empleada de COBRA y antigua amiga de ella. Después de clonar los datos de la computadora portátil de Viper, el equipo de campo escapa a un lugar secreto en Free Canada con Tracee. Sin embargo, sin que Tracee lo supiera, tenía implantado un dispositivo de rastreo, lo que llevó a Vipers a atacar al equipo de campo para recuperarla. Como último recurso para escapar de COBRA, Tracee se suicida. Scarlett declara que la misión falló, y cuando Jinx protesta, Scarlett la despide del Programa G.I. Joe. Posteriormente, Jinx decide unir fuerzas con Snake Eyes para luchar contra COBRA en sus propios términos.
Cinco años antes de la invasión de COBRA, Scarlett lidió con el trastorno de estrés postraumático después de su tiempo de servicio en el ejército. En ese entonces, Duke le sugirió que fuera a un grupo de apoyo dirigido por Kenneth Rich, donde trató de adaptarse mientras enfrentaba su pasado que la llevó a su estado actual, sin éxito, pero cuando uno de los pacientes se suicidó inesperadamente debido a la depresión. Scarlett decidió empezar de nuevo para poder progresar. Después de que COBRA se apoderó del mundo, Scarlett ya había lidiado con su trauma y Duke le dio la bienvenida a la Iniciativa G.I. Joe.
Bombstrike es un agente encubierto enviado a Trans-Carpathia por Chuckles como un diplomático canadiense, para seducir al Doctor Venom, un especialista en robótica que diseñó la tecnología Battle Android Trooper (BAT). Por otro lado, Venom tiene sus propios planes para dejar COBRA con Bombstrike, después de desarrollar sentimientos por ella. Después de una cena organizada por Overlord, los dos intentan transferir una unidad flash USB que contiene información sobre COBRA y los BAT. Pero cuando Bombstike es enviada a un calabozo, Venom la rescata. La misión tiene éxito y Venom se transfiere a un lugar desconocido, pero Bombstrike cuestiona sus propios sentimientos por él.
En Sagarmandu, Bhantal, un G.I. El equipo de campo de Joe se infiltra en un B.A.T. fábrica protegida por Vipers, pero Tunnel Rat se convierte en el último sobreviviente. Cuando logró destruir la fábrica con granadas, Shipwreck lo recupera.
Lady Jaye es un miembro de G.I. Joe, y esposa de Frontier, que trabaja encubierta como asistente del Doctor Mindbender, quien ha estado usando cuerpos humanos con muerte cerebral para convertirlos en Vipers. Una noche, el Sujeto VII recupera su propia conciencia y comienza a atacar a Lady Jaye y Mindbender. Durante una pelea, Mindbender intenta bloquear al Sujeto VII nuevamente, pero Lady Jaye dispara un tubo que esparce gas somnífero alrededor de los tres. Despertada, Lady Jaye convence al Sujeto VII para que escape, mientras luego se reúne con Frontier y Tiger.
En la misión final de G.I. Joe contra COBRA, varios equipos de Joe persiguen al Doctor Mindbender en una camioneta, solo para encontrar al Mayor Bludd adentro. Bludd toma la camioneta con Lady Jaye prisionera. Intenta negociar con Scarlett para que sea un agente doble contra el Comandante COBRA, pero ella lo derriba, recordando que él mató a Duke. Mindbender revisa el collar del perro de Bludd, Sheila, dice "Castle Fall", y deduce que es una operación final para usar ejércitos de B.A.T. para destruir la sede G.I. Joe. Después de recibir un disparo, Bludd revela en secreto el verdadero propósito: en caso de que Bludd estuviera muerto, los BAT se activarían automáticamente para matar a todos los soldados Viper, lo que provoca que el resto de los ciudadanos se amotine. Bludd mata a Mindbender para evitar sospechas. Todos los equipos de Joe se reúnen para capturar al comandante, mientras que Tiger lucha contra la baronesa, pero ambos escapan sin éxito porque su helicóptero se estrella en la costa. Con COBRA caído y Chicago libre, Scarlett da un discurso que alienta a las personas a lidiar con las consecuencias uniéndose a G.I. Joe.

## Lista de capítulos
| Capítulo | Escritor   | Dibujante(s)   | Colorista     | Fecha de publicación     |
| -------- | ---------- | -------------- | ------------- | ------------------------ |
| #1       | Paul Allor | Chris Evenhuis | Brittany Peer | 18 de septiembre de 2019 |
| #2       | Paul Allor | Chris Evenhuis | Brittany Peer | 23 de octubre de 2019    |
| #3       | Paul Allor | Chris Evenhuis | Brittany Peer | 18 de diciembre de 2019  |
| #4       | Paul Allor | Niko Walter    | Brittany Peer | 1 de enero de 2020       |
| #5       | Paul Allor | Chris Evenhuis | Brittany Peer | 12 de febrero de 2020    |
| #6       | Paul Allor | Chris Evenhuis | Brittany Peer | 27 de mayo de 2020       |
| #7       | Paul Allor | Chris Evenhuis | Brittany Peer | 19 de agosto de 2020     |
| #8       | Paul Allor | Emma Vieceli   | Brittany Peer | 9 de septiembre de 2020  |
| #9       | Paul Allor | Ryan Kelly     | Brittany Peer | 28 de octubre de 2020    |
| #10      | Paul Allor | Niko Walter    | Brittany Peer | 11 de noviembre de 2020  |
| One-shot | Paul Allor | Chris Evenhuis | Brittany Peer | 17 de febrero de 2021    |

## Reception
| Capítulo    | Fecha de publicación     | Calificación de la crítica | Reseñas de críticos | Ref.   |
| ----------- | ------------------------ | -------------------------- | ------------------- | ------ |
| #1          | 18 de septiembre de 2019 | 7.5/10                     | 8                   | [ 19 ] |
| #2          | 23 de octubre de 2019    | 7.7/10                     | 8                   | [ 20 ] |
| #3          | 18 de diciembre de 2019  | 8.5/10                     | 5                   | [ 21 ] |
| #4          | 1 de enero de 2020       | 7.3/10                     | 5                   | [ 22 ] |
| #5          | 12 de febrero de 2020    | 8.4/10                     | 5                   | [ 23 ] |
| #6          | 27 de mayo de 2020       | 7.6/10                     | 5                   | [ 24 ] |
| #7          | 19 de agosto de 2020     | 8.5/10                     | 2                   | [ 25 ] |
| #8          | 9 de septiembre de 2020  | 6.7/10                     | 3                   | [ 26 ] |
| #9          | 28 de octubre de 2020    | 6.0/10                     | 3                   | [ 27 ] |
| #10         | 11 de noviembre de 2020  | 7.5/10                     | 3                   | [ 28 ] |
| Castle Fall | 17 de febrero de 2021    | 7.9/10                     | 7                   | [ 29 ] |
| Total       |                          | 7.6/10                     | 47                  | [ 30 ] |